# Paussus lusotropicalis
Paussus lusotropicalis is een keversoort uit de familie van de loopkevers (Carabidae). De wetenschappelijke naam van de soort is voor het eerst geldig gepubliceerd in 1963 door Luna de Carvalho.